# Ringformig galax

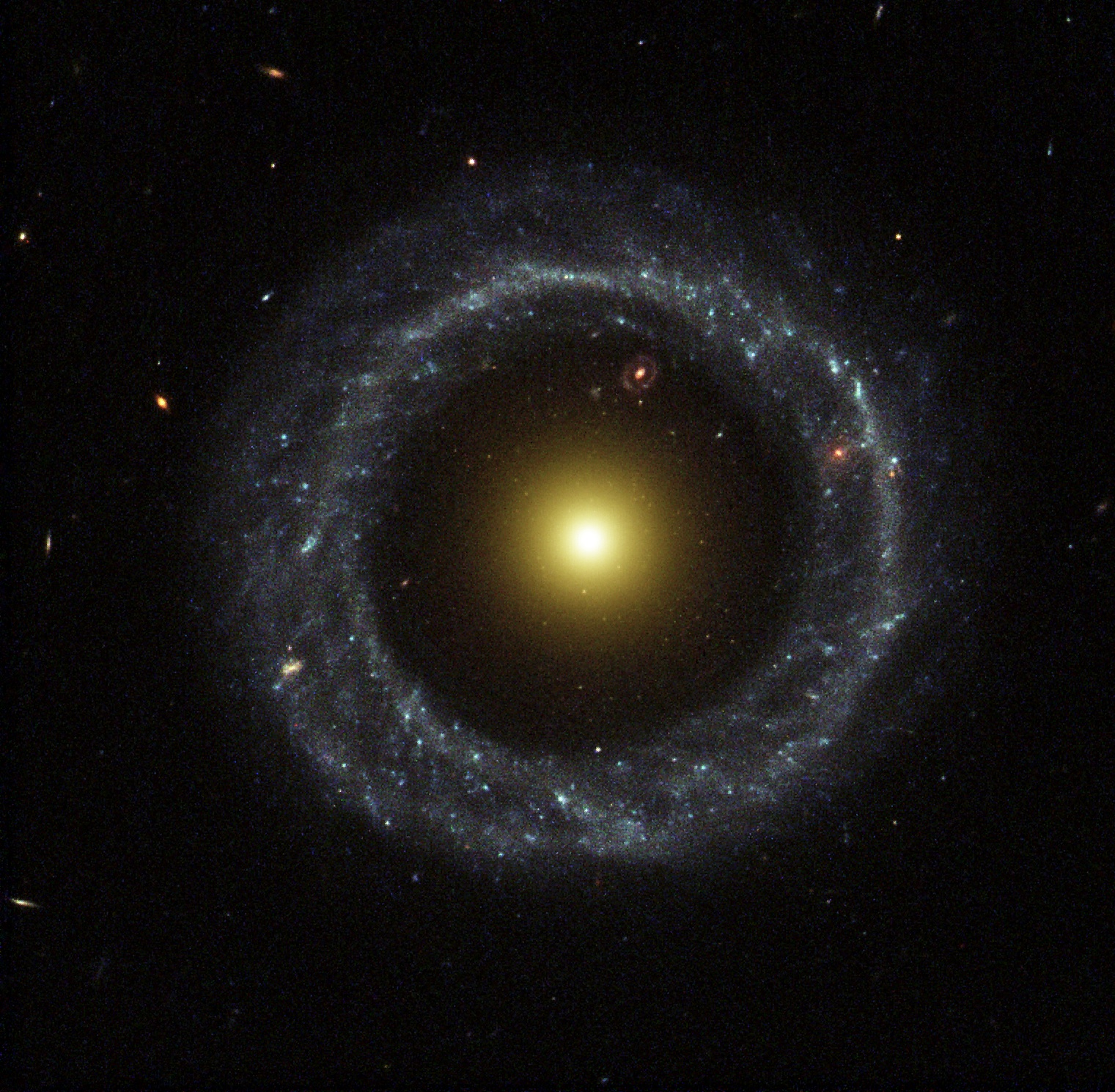
Hoags objekt, en ringformig galax. En annan röd ringgalax kan ses bakom den.

Ringformiga galaxer är en sällsynt typ av galaxer med ett cirkelliknande utseende. Hoags objekt, upptäckt av Arthur Hoag år 1950, är ett exempel på en ringgalax. Ringen innehåller många massiva, relativt unga blå stjärnor, som är extremt ljusstarka. Den centrala regionen innehåller relativt lite lysande materia. Vissa astronomer tror att ringgalaxer bildas när en mindre galax passerar genom centrum av en större galax. Eftersom större delen av en galax består av tomrum, resulterar denna "kollision" sällan i några faktiska kollisioner mellan stjärnor. Emellertid kan de gravitationella störningar som orsakas av en sådan händelse orsaka att en våg av stjärnbildning rör sig genom den större galaxen. Andra astronomer tror att ringar bildas runt vissa galaxer när extern ackretion sker. Stjärnbildning skulle då ske i det ackreterade materialet på grund av stötar och kompressioner från det ackreterade materialet.

## Stjärnbildningsteorier
Alla processer som bildar ringgalaxer verkar ha betydande effekter på stjärnpopulationer. Baserat på observationer av ringstrukturernas spektrum verkar det finnas mycket höga stjärnbildningshastigheter orsakade av den utåtriktade tryckvågen. Regionerna har också mycket hög metallhalt, vilket stöder idén om en betydande utveckling av stjärnpopulationen inom ringen. De metoder som ringgalaxer teoretiseras ha bildats genom inkluderar scenarierna stavinstabilitet, galaktiska kollisioner och ringtillväxt.

### Stavinstabilitet
Ett fenomen där rotationshastigheten hos en stav i en spiralgalax med stavform ökar till den grad att den spinner ut är stavinstabilitet. Under typiska förhållanden skulle gravitationella täthetsvågor kunna gynna skapandet av spiralarmar. När staven är instabil migreras dessa täthetsvågor istället ut i en ringstruktur på grund av trycket, kraften och gravitationspåverkan från den baryoniska och mörka materian som kretsar intensivt kring staven. Denna migration tvingar stjärnorna, gasen och stoftet som finns i de tidigare armarna in i ett torusliknande område, vilket bildar en ring och ofta antänder stjärnbildning.
Galaxer med denna struktur har hittats där staven dominerat och i huvudsak "skurit ut" skivans ring när den roterat. I motsatt riktning har ringgalaxer påträffats där staven har kollapsat eller sönderfallit till en rejält tillplattad utbuktning. Andra instabiliteter har förutspåtts på grund av asymmetrier orsakade av spiralarmar, vilket skapar ett nettovridmoment beroende på stavens mönster. Detta vridmoment skapar en resonansinstabilitet som driver materia från armarna både utåt och inåt mot kärnan, vilket skapar den distinkta ring- och kärnstrukturen.
Trots detta tyder observationer på att stavar, ringar och spiralarmar har förmågan att falla isär och omformas under loppet av hundratals miljoner år. Detta kan särskilt ske i täta intergalaktiska miljöer, som galaxgrupper och galaxhopar, där gravitationell påverkan är mer benägen att spela en roll i en galax' morfologiska och fysiska utveckling utan påverkan från kollisioner och sammanslagningar.

### Galaktiska kollisioner
Ett annat observerat sätt som ringgalaxer kan bildas är genom att två eller flera galaxer kolliderar. Vagnshjulsgalaxen, M 2026-424 och Arp 147 är alla exempel på ringgalaxer som tros ha bildats genom denna process.
Vid genomgående galaxkollisioner, eller bullseye-kollisioner, kommer en ofta mindre donatorgalax att passera direkt genom skivan i en ofta större spiralformad galax, vilket orsakar en utåtriktad tryckning av armarna från den mindre galaxens gravitation; detta kan jämföras med om man släpper en sten i en damm med stilla vatten. Dessa kollisioner kan antingen kasta utbuktningen och kärnan bort från huvudskivan (detta skapar ett nästan tomt ringutseende när chockvågen trycker ut spiralarmarna) eller knuffa ut kärnan mot skivan (detta skapar ofta en oval ring med utbuktningen fortfarande något intakt).
Vid sidokollisioner och frontalkollisioner är utseendet som en perfekt ring mindre troligt, med kaotiska och skeva utseenden som dominerar. I dessa kollisionsgalaxsystem är de enskilda galaxerna som utgjorde ringsystemet ofta fortfarande observerbara.
Ringar som bildats genom kollisionsprocesser tros vara övergående egenskaper hos de drabbade galaxerna, och varar bara några tio till hundra miljoner år (en relativt kort tidsram med tanke på att vissa sammanslagningar kan ta över en miljard år att slutföra) innan de sönderfaller, omvandlas till spiralarmar eller ger efter för ytterligare störningar från gravitationspåverkan.

### Ringtillväxt
Olika typer av ringtillväxt kan ske genom olika slags ackretion, antingen intergalaktiskt eller som en effekt av tidvattenkrafter.

#### Intergalaktisk medelstor ackretion
Intergalaktisk medelstor ackretion har härletts genom existensen av Hoags objekt, tillsammans med UV-observationer av flera andra stora och ultrastora superspiralgalaxer och nuvarande bildningsteorier för spiralgalaxer. UV-ljusobservationer visar flera fall av svaga, ringliknande och spiralformade strukturer av heta unga stjärnor som har bildats längs nätverket av kyld inströmmande gas, vilken sträcker sig långt från den synliga lysande galaxskivan. Om förhållandena är gynnsamma kan en ring bildas i stället för en spiralstruktur.
Polära ringgalaxer kan bildas genom kall ackretion, när gas från galaxens filament flödar in i skiv- och haloregionerna i en galax tidigt under dess utveckling. Resulterande stjärnbildning stör bildandet av spiralstrukturer i stjärnskivan, och en stabil ringstruktur skapas. På liknande sätt kan redan existerande elliptiska galaxer också ha kall ackretion polärringgalaxer som resultat.
Vissa spiralgalaxer har teoretiskt sett bildats från massiva moln av intergalaktisk gas som kollapsat och sedan rotationsmässigt bildar en skivstruktur. Därigenom kan man anta att en ringskiva skulle kunna bildas istället för en spiralskiva om, som tidigare nämnts, förhållandena är gynnsamma. Detta gäller för protogalaxer, eller galaxer som just håller på att bildas, och hos gamla galaxer som har migrerat till en del av rymden med en högre gashalt än deras tidigare positioner.

#### Tidvattentillväxt
Förutom ackretion i det intergalaktiska mediet kan tidvattenväxelverkan mellan en gasrik värdgalax och en givargalax i en polär omloppsbana leda till bildandet av polärringgalaxer. Observationer tyder på att ringar som bildas genom ackretion har en större lutningsvinkel jämfört med ringar som bildas genom sammanslagna galaxer, detta eftersom en del av rörelsemängden från gasen i givargalaxen går förlorad genom dispersion. Följaktligen tillåts lutningsvinkeln avvika från givargalaxen. Ackretionsmodellen är särskilt belysande för galaxer med ringar som skär varandra vid den centrala delens poler, i motsats till att en position längs samma omloppsplan.

## Galleri

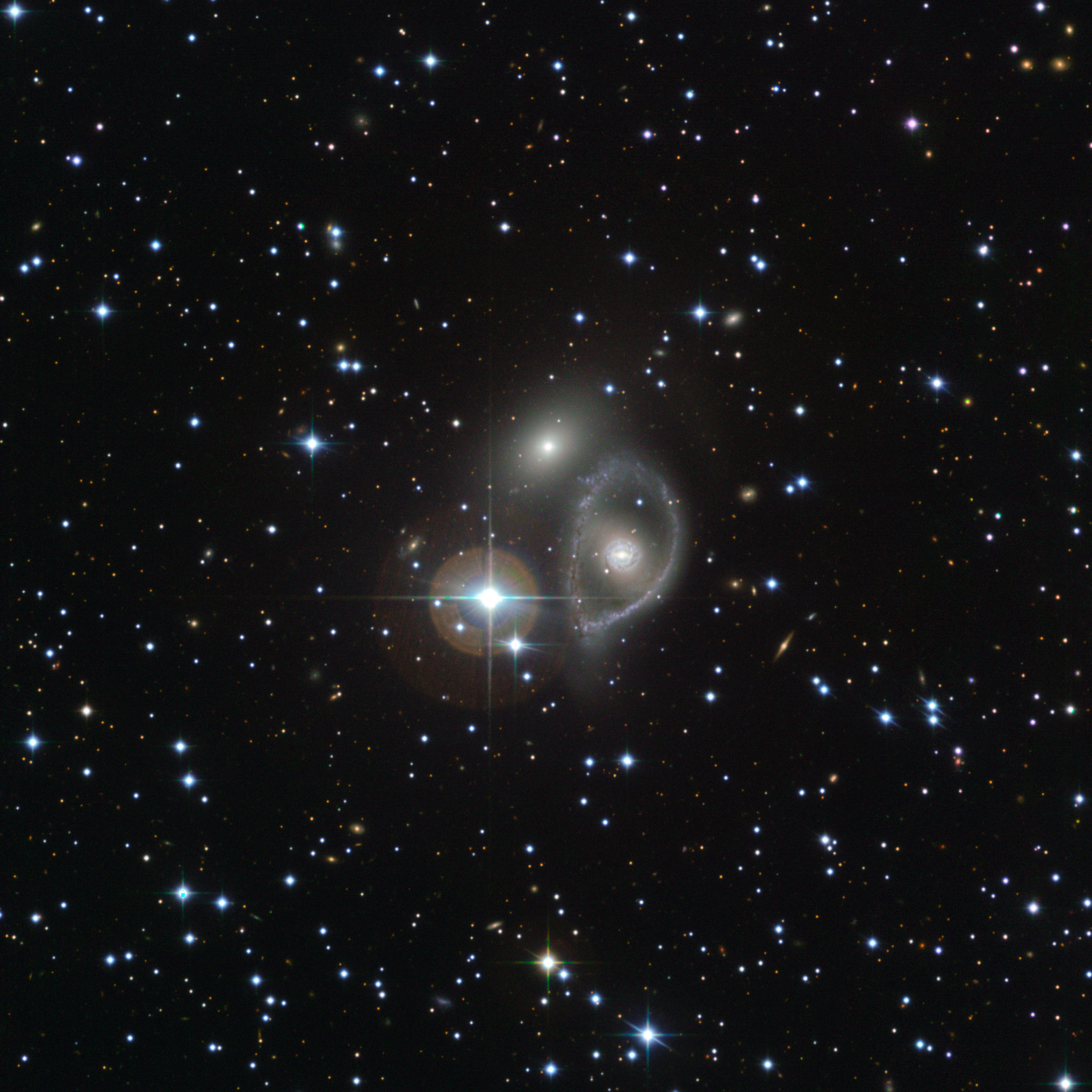
Vela-ringgalaxen och en ljus stjärna känd som HD 88170.
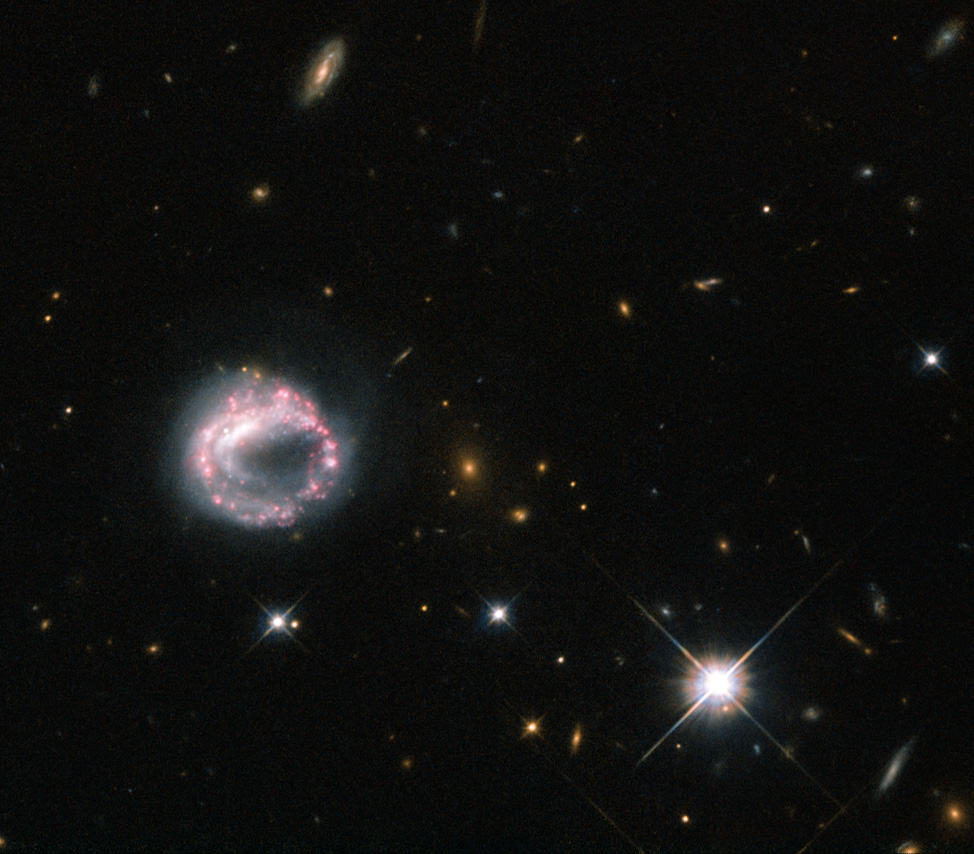
Ringgalaxen Zw II 28.
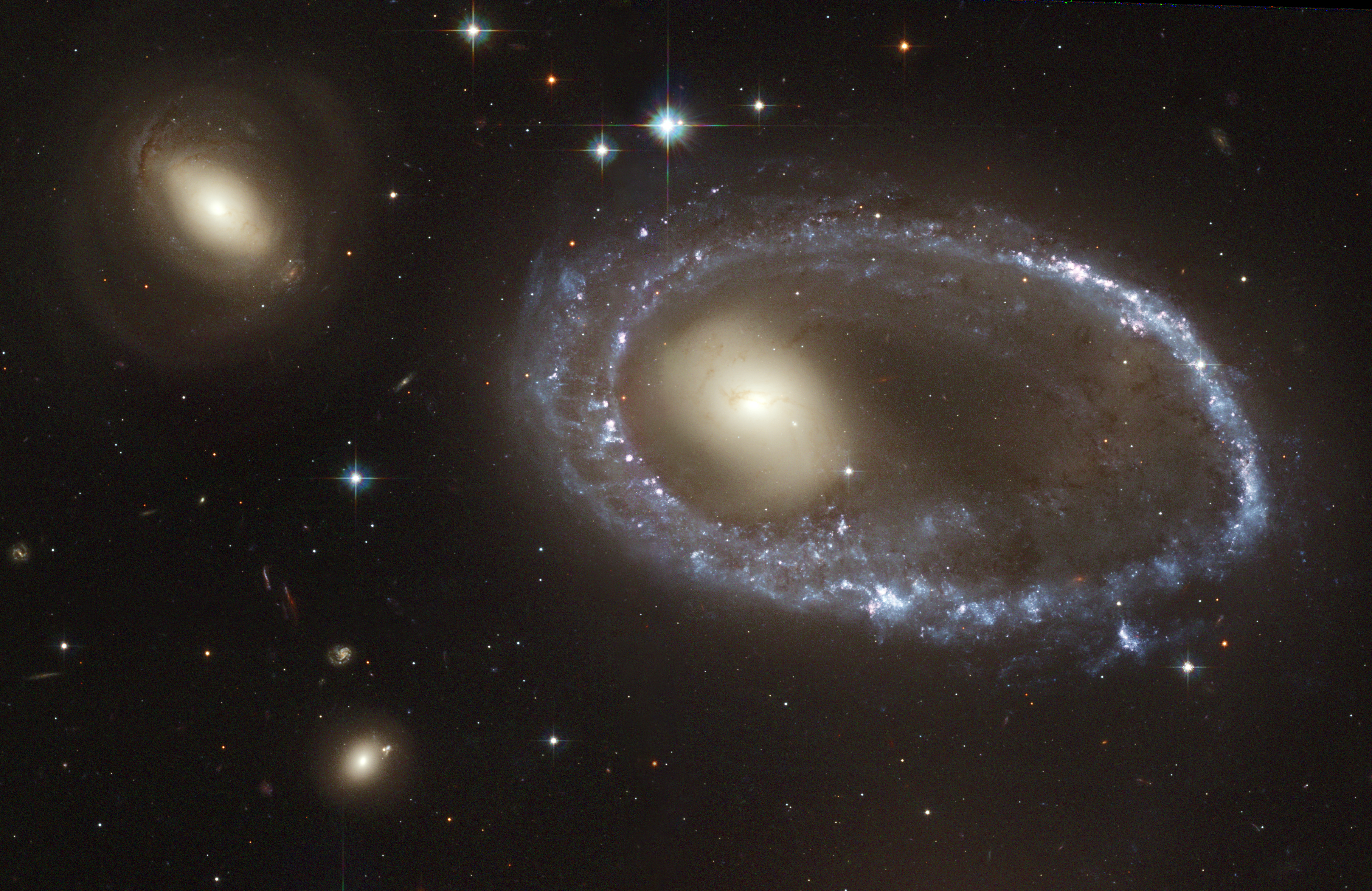
Bild av AM 0644-741 av Hubbleteleskopet (HST).
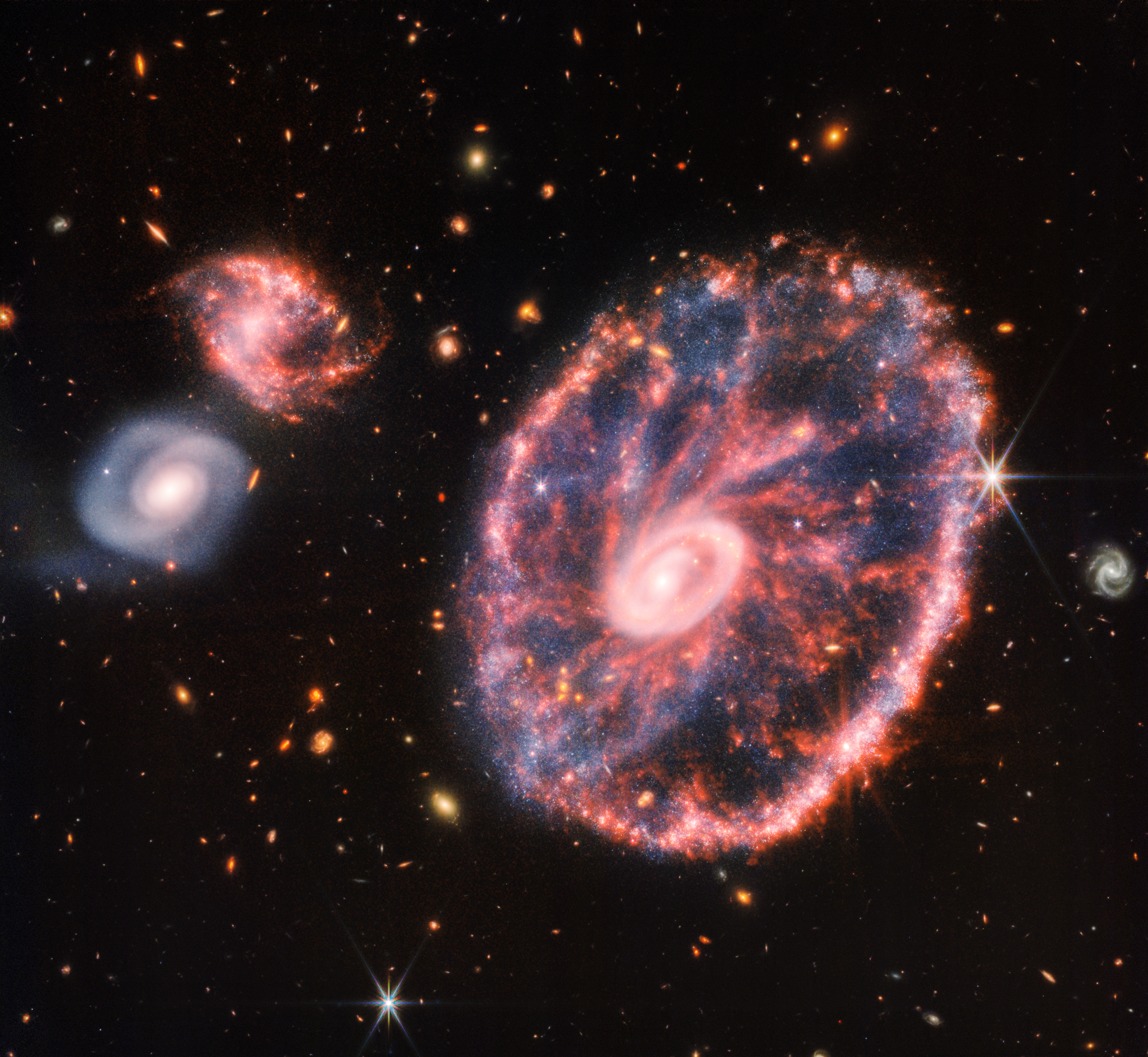
Vagnshjulsgalaxen.